# بلاطين

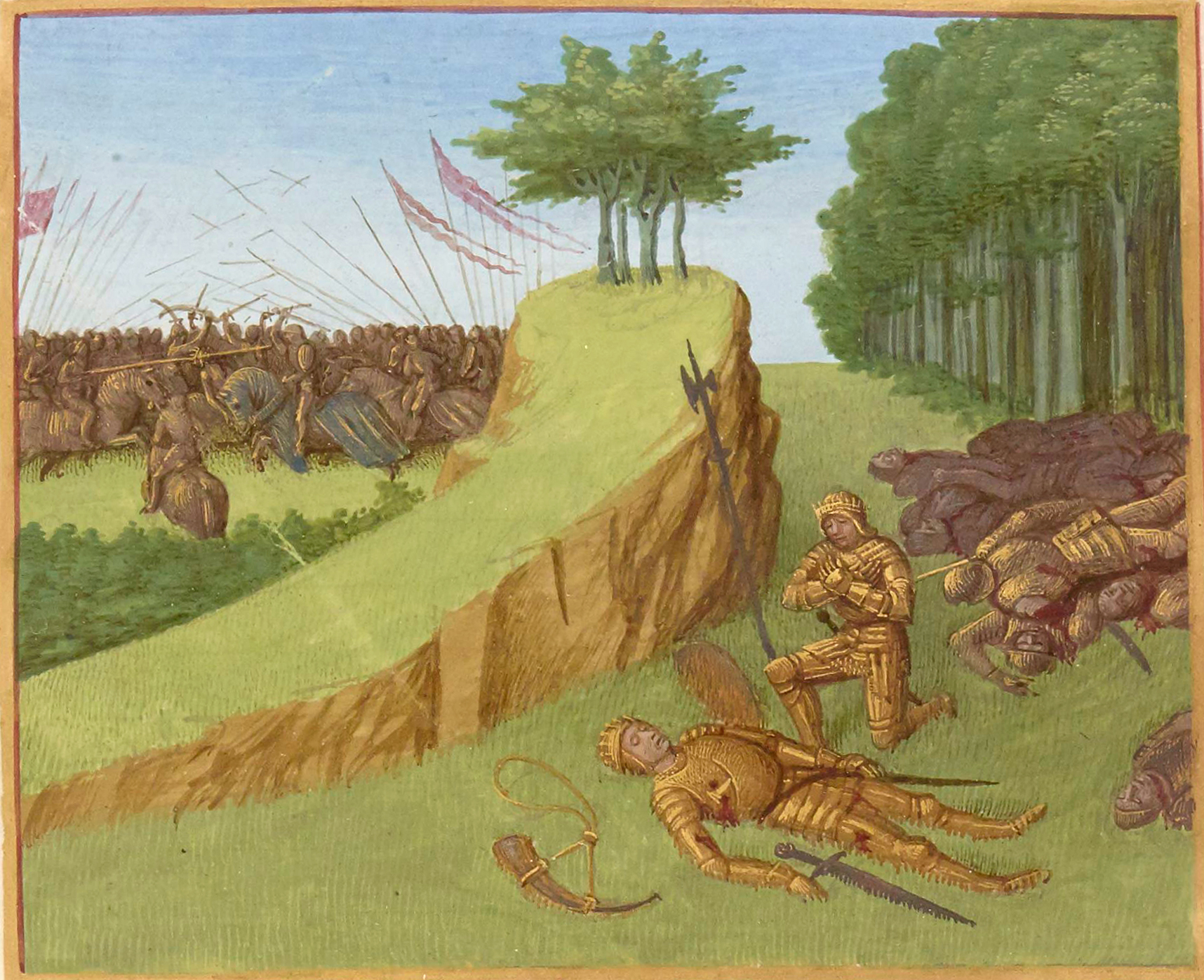
وفاة رولند في معركة رنسبال (رسم مخطوطة ج .1455-1460)

البَلاطِنة، مفردها بَلَطِن أو بَلَاطِين، يُطلق عليهم أيضًا النبلاء الاثني عشر، هم اثنا عشر فارسًا أسطوريًا، وكانوا أبرز أعضاء بلاط قارلة في القرن الثامن. ظهرت لأول مرة في العصور الوسطى (القرن الثاني عشر) دورة أغنية البطولة من مسألة فرنسا، حيث لعبوا دورًا مشابهًا لفرسان المائدة المستديرة في العاطفية الآرثرية. في هذه الصور الرومانسية، يمثل الفرسان البلاد المسيحية ضد الغزو السرسني. تختلف أسماء البلاطنة بين المصادر، ولكن هناك دائمًا اثني عشر منهم (عدد له روابط مسيحية) بقيادة رولند (أورلاندو في مصادر إيطالية لاحقة). كان أكثر مظاهر البلاطنة تأثيرًا في ملحمة رولند، التي كُتبت بين عامي 1050 و 1115، التي يروي الموت البطولي لرولند في معركة ممر برنسبال.
الأسطورة مبنية على الفتح اللإسلامي الأموي التاريخي للغال والصراع اللاحق في الثغر الإسباني بين مملكة الفرنجة وإمارة قرطبة. مصطلح بلطن مشتق من اللغة الفرنسية القديمة ، مشتق من اللاتينية (كونت بلاطي)، وهو عنوان يطلق على الخدم المقربين.
ظل البلاطنة موضوعًا شائعًا في جميع أنحاء الأدب الفرنسي في العصور الوسطى. قدم أدب النهضة الإيطالية (القرنان الخامس عشر والسادس عشر) المزيد من عناصر الخيال في الأسطورة، التي أصبحت فيما بعد موضوعًا شائعًا لموسيقا الأوبرا في موسيقى الباروك في القرنين السادس عشر والسابع عشر. خلال القرن التاسع عشر وأوائل القرن العشرين، أعيد استخدام المصطلح خارج الخيال لأعداد صغيرة من المواثيق العسكرية المقربة الذين يخدمون القادة الوطنيين. غالبًا ما يكون الوصف الحديث للبلاطنة فارسا مقدسًا محاربا وحيدا ضالًا أو معالجًا قتاليًا ، متأثرًا بشخصية البلطن التي ظهرت في سجون وتنانين في عام 1975.

## أصل الكلمة
أقرب مثال مسجل لكلمة بلطن في اللغة الإنجليزية يعود إلى عام 1592، في دليا (السونيتة السادسة والأربعين) بواسطة صموئيل دانيال. دخلت اللغة الإنجليزية من خلال الكلمة الفرنسية الوسطى paladin ، والتي هي نفسها مشتقة من اللاتينية palatinus،، في النهاية من اسم هضبة بالاتين - تُرجم أيضًا باسم "القصر" في اللقب الفرنجي لعمدة القصر. شكل فرنسي قديم مفترض *palaisin أُقراض بالفعل إلى اللغة الإنجليزية الوسطى المتأخرة مثل palasin في ق. 1400.
مع الوقت، جاءت كلمة بلطنن للإشارة إلى مسؤولين آخرين رفيعي المستوى في البلاط الإمبراطوري والملكي. كلمة palatine، المستخدمة في البلاد الأوروبية المختلفة في العصور الوسطى والحديثة، لها نفس الاشتقاق.
بحلول القرن الثالث عشر، بدأت الكلمات التي تشير على وجه التحديد إلى أقران شارلمان تظهر باللغات الأوروبية. الأقدم هو paladino پالادينو الإيطالي. الفرنسية الحديثة پالدن paladin، الإسبانية بها پالادين paladín أو پالادينو paladino (عاكسة الاشتقاقات من الفرنسية والإيطالية)، بينما الألمانية لديها Paladin. وبالتالي، أصبح بلطن يشير إلى أي بطل شهم مثل فرسان المائدة المستديرة للملك آرثر.

## العنوان التاريخي
في حقبة الإمبراطورية الرومانية، كان Palatinus البلاطي أحد أقرب الخدم للإمبراطور الروماني ، الذين عاشوا في المقر الإمبراطوري كجزء من منزل الإمبراطور. نجا العنوان في العصور الوسطى، كما كومs پالاتينوس أو القمس البلاطي.
بعد سقوط روما، نوع جديد من الألقاب الإقطاعية، المعروف أيضًا باسم بالاتينوس، في التطور. قام الملوك الفرنجة من سلالة الميروفنج (480-750) بتعيين مسؤول كبير ، وهو كومس بالاتينوس: القمس البلاطي، الذي ساعد الملك في البداية في واجباته القضائية وفي وقت لاحق قام بتسريح العديد من هؤلاء بنفسه. وُظِّف آخرون في الأعمال العسكرية والإدارية.
في مملكة القوط الغربيين ، كان موظف البلاط يتألف من عدد من الرجال يحملون لقب القنط الذي يدير مختلف أقسام الأسرة المالكة. حافظت مملكة القوط الشرقيين أيضًا على عدد من الألقاب مع ألقاب مثل Comes Patrimonium، الذي كان مسؤولًا عن العقارات الميراثية أو الخاصة للملك، وغيرها. تم الحفاظ على النظام من قبل الملوك الكارولنجة (حكموا 751-987). ويشهد رئيس أساقفة الفرنجة عام 882 وهينسمار ، رئيس أساقفة ريمس، في نفس الوقت تقريبًا، إلى أي مدى وصل العمل القضائي للإمبراطورية الفرنجة إلى أيديهم.
بدلاً من البقاء بالقرب من الملك شخصه، أُرسل بعض القنانطة البلاطيين إلى أجزاء مختلفة من إمبراطوريته للعمل كقضاة وحكام، حيث يطلق على المناطق التي يحكمونها اسم البلاطية. بحلول العصور الوسطى العليا، أصبح العنوان "القنط أو القمس" شائعًا بشكل متزايد، لدرجة أن كل من الأقطاب العظماء الذين حكموا المناطق التي كانت بحجم الدوقيات، وأمراء القلاع المحليين، قد يصممون أنفسهم على أنهم "القنط". عندما بدأ كبار الأقطاب في تركيز سلطتهم على أمراء القلاع المحليين، شعروا بالحاجة إلى تأكيد الفرق بينهم وبين هؤلاء "القنانطة" الصغار. لذلك، بدأ العديد من هؤلاء الأقطاب العظماء في تصميم أنفسهم "الكونت بالاطين أو القمس البلاطي"، مما يدل على أعداد كبيرة من المناطق الحاكمة التي تعادل الدوقا ، مثل قمامسة قمبنية في القرن الثالث عشر. خدم القمس البلاطي في الرين كأمير ناخب من "الأزمنة السحيقة" (مع وصول ويجريك من لوترينجيا إلى أواخر العصر الكارولينجي) ، المشار إليه على هذا النحو في رسالة بابوية من عام 1261، وأُكد كناخب في المرسوم الذهبي عام 1356 . واستخدمت منصببالاطين المجر أيضًا كلقب في مملكة المجر.

## الرومانسية في العصور الوسطى

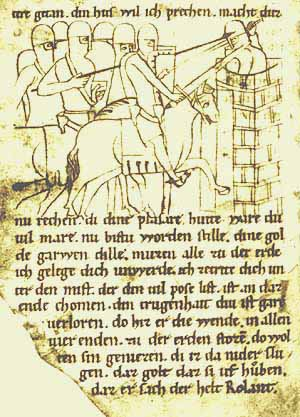
رولاند يقتحم مسجدا (Codex Palatinus Germanicus ، القرن الثاني عشر)

في الأدب الملكي بفرنسا للقرن الثاني عشر ، كان البلاطنة أقرب رفقاء قارلة الاثني عشر، كدور فرسان المائدة المستديرة في قصة الملك آرثر الرومانسية.
تختلف أسماء الاثني عشر البلاطنة ما بين الرومانسيات واحدةً لأخرى، وغالبًا ما يُسمى أكثر من اثني عشر. هذا الرقم شائع لأنه يشبه التلاميذ الاثني عشر والأسباط الاثني عشر(إلخ). دائمًا بين البلاطنة يُسمى رولند وأوليفر؛ الشخصيات المتكررة الأخرى هي رئيس الأساقفة توربين ، هوجير الدانماركي، وهون بردال ، وفيربر ، ورينود مونطبان، وجانيلون.
تأتي أعظم لحظاتهم في ملحمة رولند (التي كتبت بين حوالي 1040 و 1115)، والتي تصور دفاعهم عن جيش شارلمان ضد المسلحين في الأندلس، وموتهم في معركة رممر برنسبال بسبب خيانة غانيلون . تسرد ملحمة رولند أسماء البطل الاثني عشر كرولند ، ابن شقيق قارلة والبطل الرئيسي بين الفرسان. أوليفر ، صديق رولاند وحليفه الأقوى؛ وغرين، غيري (قتل هذان الشخصان معا من قبل نفس السراسني، غراندوني) ، برينجير ، أطون ، شمشون ، إنغيلير، إيبون ، إيبوار ، أنسيس ، غيرارد. تظهر شخصيات أخرى تعتبر في مكان آخر جزءًا من الاثني عشر في الأغنية، مثل رئيس الأساقفة توربين وهوجير الدانماركي.
يظهر البلاطنة في العديد من Chansons de geste وحكايات أخرى مرتبطة بشارلمان. في فيرابرا (حوالي 1170)، استعادوا الآثار المقدسة التي سرقها العملاق المسلم فيرابرh "شديد العضد" من روما. في بعض الإصدارات، يتحول فيربرا إلى المسيحية وينضم إلى صفوف البلاطنة. في Le Pèlerinage de Charlemagne ، يرافقون ملكهم في رحلة حج إلى القدس والقسطنطينية من أجل التفوق على الإمبراطور البيزنطي هوغو.

## الاستقبال الحديث المبكر

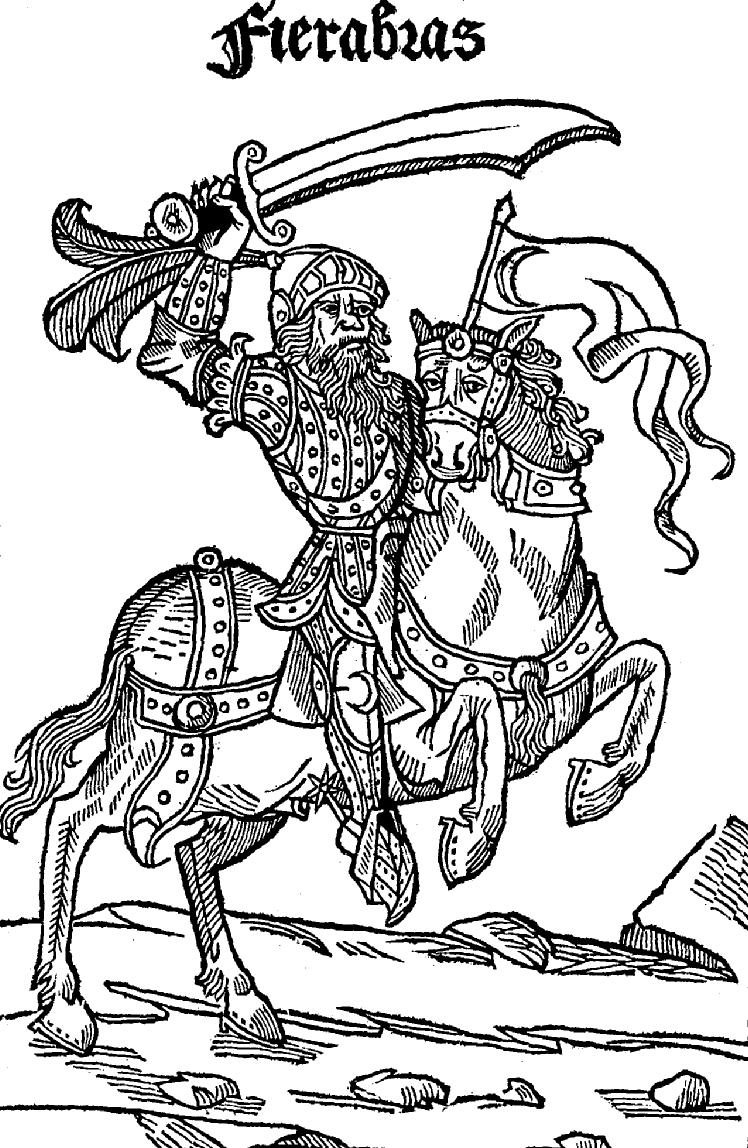
فيربرا (1497 نقش خشبي)

ساهم مؤلفا عصر النهضة الإيطاليان متَّى ماري بويارد ولودوفيك أريوست، اللذان كانت أعمالهما تُقرأ وتُحترم على نطاق واسع مثل أعمال ويليام شكسبير، بشكل بارز في إعادة الصياغة الأدبية والشعرية لحكايات الأعمال الملحمية للبلاطنة. ترسل أعمالهم، أورلاند إنامورات وأورلاند فوريوسو، البلاطنة في مغامرات أكثر روعة من أسلافهم. إنهم يسردون البلاطنة بشكل مختلف تمامًا، لكن احتفظوا بالرقم عند اثني عشر.
حراس بويارد وأريوست هم أورلاند (رولند)، ابن شقيق قارلة والبطل الرئيسي بين البلاطنة. أوليفر، منافس رولاند؛ شديد العضد(فيرابرا)، السرسني الذي اعتنق النصرانية؛ أصطفل ، ينحدر من قارلة المطرقة وابن عمه إلى رولند؛ هوجير الدانماركي ؛ غانيلون الخائن ، الذي ظهر في الهزل الإلهي دانتي أليغييري ؛  رينالد( رينالد مونطبان ) ؛ مالغيغي( مقرس )، ساحر؛ فلرسمرت ، صديق لرولند؛ غاي دي بورجوني نامو ( نيمون أو ناموس)، دوق بافاريا، مستشار شارلمان الموثوق به؛ وأتويلربما عُطيل مثل Othello عند شكسبير[بحاجة لمصدر]، وهو واحد آخر من السراسنة اعتنق النصرانية.
في حقبة الباروك، كانت قصيدة أريسط أساس العديد من الأوبرا. من بين أقدم هذه الأعمال ، عمل فرانشيسكا كاتشيني La Liberazione di Ruggiero dall'isola d'Alcina ("تحرير روجيرو من جزيرة ألسينا"، 1625) و Il Palazzo incantato الخاص بـ Luigi Rossi (1642). قدم أنطون بيبالد ثلاث أوبريات عن موضوعات من أريوستو (أريسط): أورلاند فوريوس (1713) لجيوفاني ألبيرتو ريستوري ، أورلاند فوريوس (1714)، مع موسيقى لريستوري وموسيقاه بنفسه، وأورلاند (1727). في فرنسا، لجأ جان بابتيست لولي إلى أريوستو بسبب كتابه المأساوي في الموسيقى رولند (1685).
ولعل أشهر الأوبرا المستوحاة من القصيدة هي أعمال هاندل: أورلاند (1733) وأريودانتي وألسينا (1735). البلاطنة هي أوبرا من عام 1760 لجان فيليب رامو. تستند الحبكة إلى قصة شعرية كتبها جان، الكلب الصغير الذي يهز المال والأحجار الكريمة ، وهي نفسها مشتقة من حلقة في عمل أرسطفل أورلاند فوريسو .
استمر الحماس للأوبرا المبنية على فكر أريسط في الحقبة التقليدية وما بعدها مع أمثلة مثل رولند نيكولو بيكسيني (1778)، وعمل يوسف هايدن أورلاندو بالادبنو (1782) ، وميهول أريودنت (1799) وسيمون ماير جينيفرا دي سكوزيا.(1801).
إحيي لقب بلطن في أوائل الفترة الحديثة لأقرب الخدم للملك. هكذا، سُمي قادة الجيوش التي تدعم المحتج البروستانتي فريدريك الخامس في حرب الثلاثين عامًا بلطنًا .

## حديثا

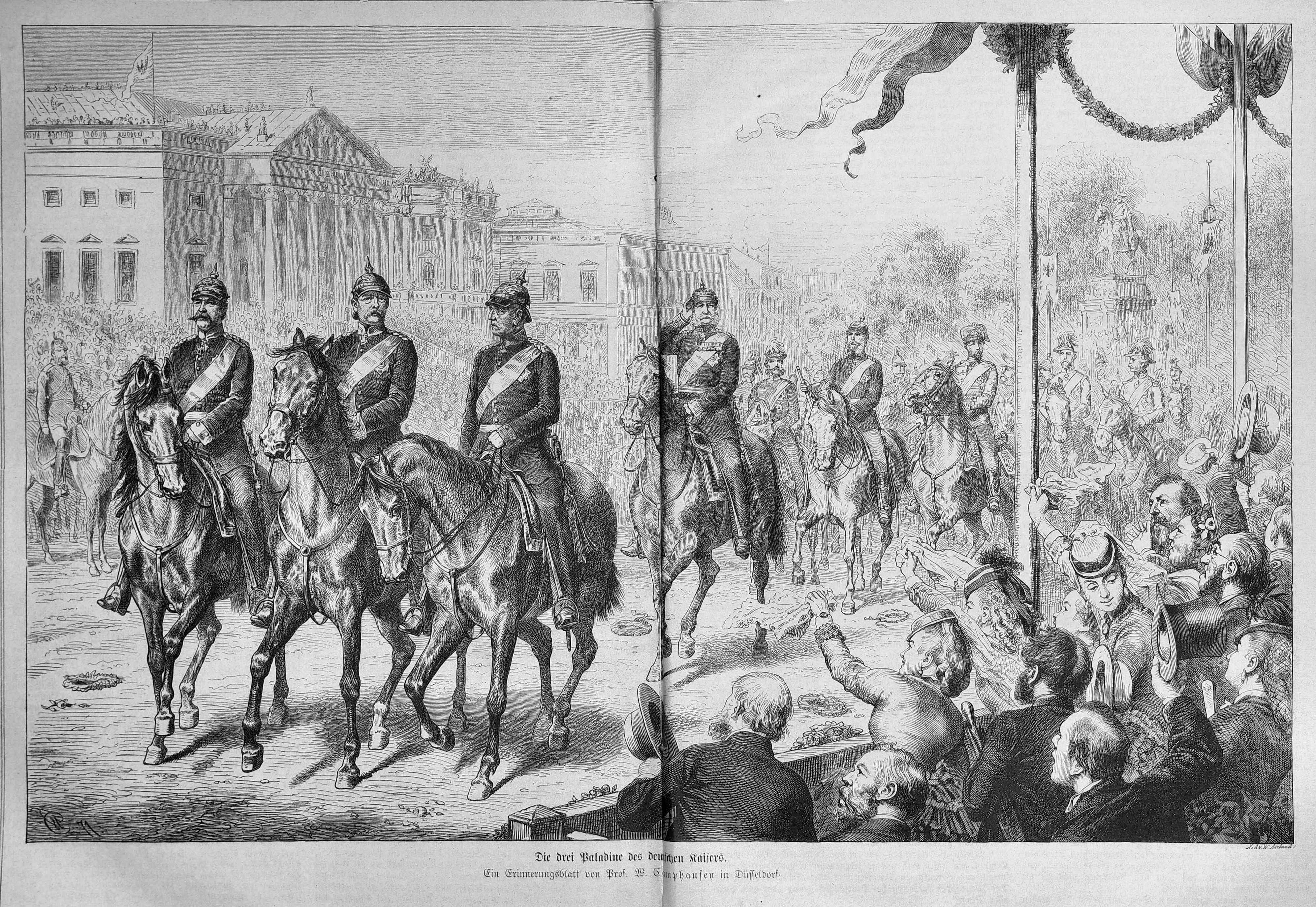
Die drei Paladine des deutschen Kaisers بواسطة ويلهيلم كامبهزون (Die Gartenlaube ، 1871)

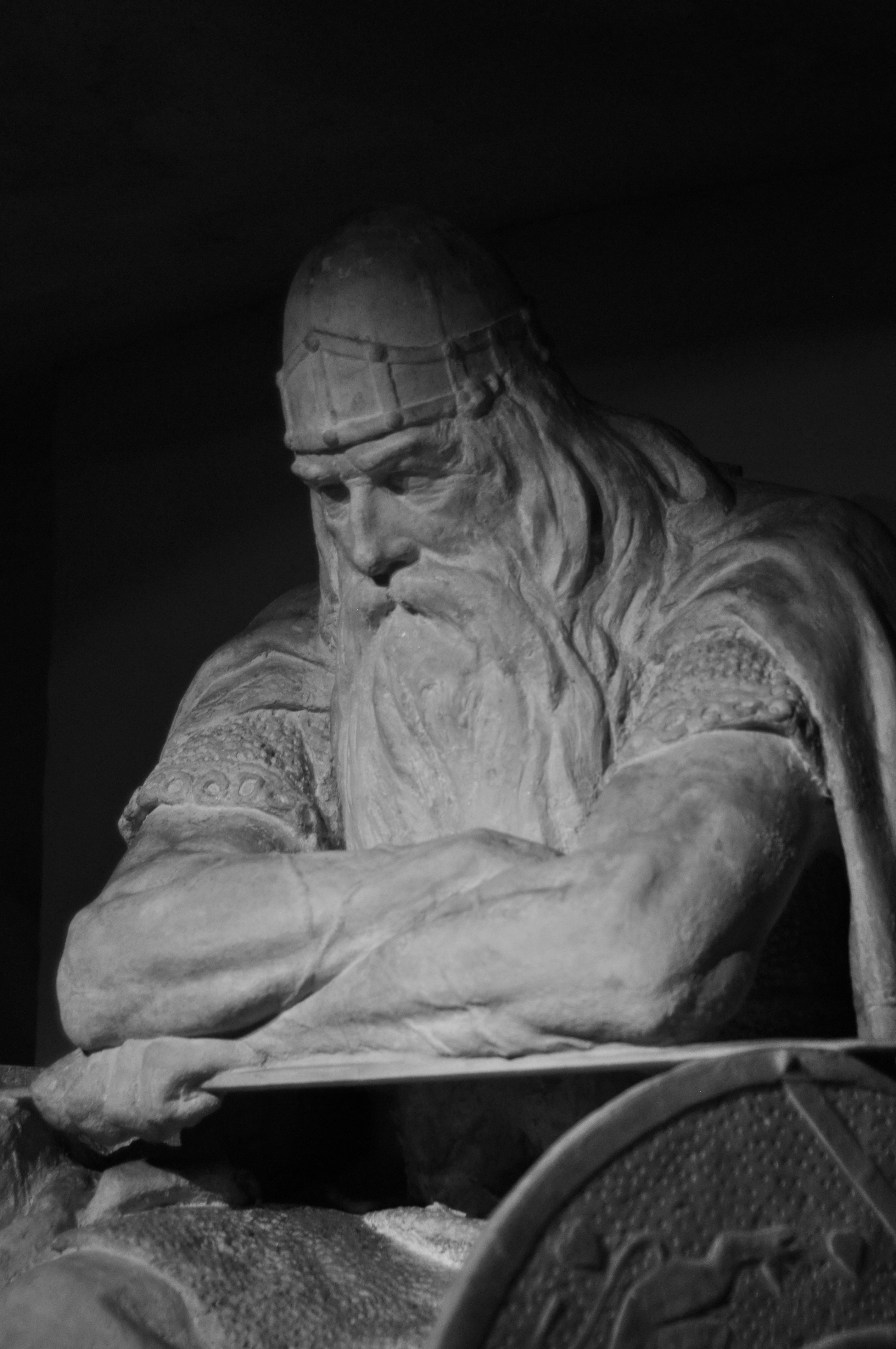
تمثال هانز بيدرسن دان عام 1907 Holger Danske (Ogier the Dane) في بيت قلعة كرنبرق ، الدنمارك

استخدم البلطن بشكل غير رسمي لأقرب المقربين من الإمبراطور الألماني . هكذا دي غاريتنلوبي في عام 1871 سمي كلا من ألبرشت فون رون أوتو فون بسمارك هيلموت فون مولتكه باسم "البلاطنة الثلاثة للإمبراطور الألماني". وبالمثل، أطلق على القادة البريطانيين ولسلي وفريدريك روبرتس لقب "بالطنة الملكة فيكتوريا". بعد هذا النموذج، استخدم أدولف هتلر للإشارة إلى هيرمان غورينغ مثل بلطن له .
في حين تمتعت "مسألة بريطانيا" لآرثر بإحياء كبير في القرن التاسع عشر في أيدي الشعراء والكتاب والفنانين أثناء الحركة الرومانسية والعصر الفيكتوري، إلا أن "مسألة فرنسا" حظيت عمومًا باهتمام أقل. ومع ذلك، ألهمت ملحمة رولند العديد من الأعمال الحديثة، بما في ذلك كتاب غراهام غرينالوكيل السري (1939)،  وسلسلة برج الظلام لاستيفن كينغ.
فيلم الرسوم المتحركة القصير إيمانويل لوزاتي ، I paladini di Francia مع جيوليو جيانيني، في عام 1960، حُوِّل إلى كتاب قصص مصورة للأطفال، مع سرد شعر ، I Paladini de Francia ovvero il tradimento di Gano di Maganz ('بلاطنة فرنسا أو غدر غانو ماغنز 1962). أعيد نشر هذا باللغة الإنجليزية، باسم رونالد والساحر كاليكو (1969).
بطل المسلسل التلفزيوني الأمريكي Have Gun ، Will Travel، الذي لم يُكشف عن اسمه الحقيقي، ذهب بالاسم المستعار "بلطن".
في أواخر القرن العشرين ، أصبح البلطن مجازًا في الخيال الحديث. قُدم تصنيف شخصية بلطن (سجون وتنانين) لأول مرة في 1975 لـ سجون وتنانين في ملحق- Greyhawk. يقال إن تصنيف شخصية سجون وتنانين كانت مستوحاة من بطل الرواية الخيالية عام 1962 ثلاثة قلوب وثلاثة أسود،  التي كانت في حد ذاتها عبارة عن نقش لعناصر مختلفة من أساطير العصور الوسطى وما بعد القرون الوسطى، بما في ذلك عناصر من مسألة فرنسا. I paladini — storia d'armi e d'amori ‏ هو فيلم خيال إيطالي عام 1983. كفئة شخصية في ألعاب الفيديو ، تم تقديم شخصية البلطن في عام 1985 ، في جكاية بارد (لعبة فيديو 1985) .